# سینمای زنان

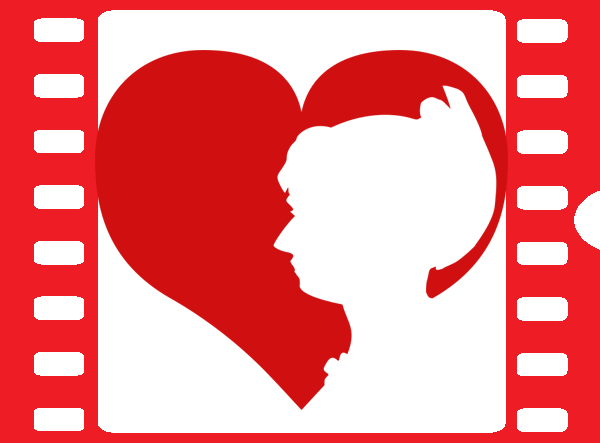

سینمای زنان (به انگلیسی: Women's cinema) اصطلاحی است که به کارهای کارگردانان زن اشاره دارد. این اصطلاح همچنین مربوط که کارهای زنان در حوزه‌های دیگرِ فیلم‌سازی همچون نمایشنامه‌نویسی و فیلم‌برداری نیز می‌پردازد. گاهی حتی به حضور زنان در حوزه‌های دیگر فیلم‌سازی از قبیل تدوینگری، طراحی لباس و تهیه‌کنندگی نیز اشاره می‌کند. این اصطلاح اثر گسترده‌ای بر فیلم‌ها گذاشته است.

## سینمای صامت
آلیس گای که از اولین کارگردانان سینمای صامت بود یکی از بارزترین فیلم‌های اولیه را (به فرانسوی: La fée aux choux) را در سال ۱۸۹۶ ساخت. بیش از ۷۰۰ فیلم در آمریکا و فرانسه ساخته و پیگیری شد. لویی وبر یکی از شهره‌ترین فیلم سازان حوزه سینمای صامت بود. بازگیران زنی همچون لیلیان گیش، مری پیکفورد و دیگرانی ستاره شده بودند. فیلم‌نامه نویسان زن بزودی در وارد سینما شدند کسانی چون فرانسیس ماریون، آنیتا لوس و ژون ماتیس. ژون ماتیس اولین مجری زن هالیوود است که تعدادی فیلم در حوزه سینمای صامت نوشته و تهیه کرده‌ است.

## کلاسیک هالیوود
در دهه بیست بانک‌ها بر تولید فیلم در هالیوود نظارت کردند. روند تهیه فیلم در این دهه به سمت استانداردسازی رفت. در سال ۱۹۲۹ هالیوود فهرستی از تابوهایی را پذیرفت که بعداً نام آن کد هیس گذاشته شد. فیلم سازان غیر عرفی دیگر در آن زمان روزگار سختی را میگذراندند. فیلم سازان زن در این دوره مشکلات بیشتری داشتند. دورتی آرزنر تنها زن فیلم‌سازی که در این محیط غیردوستانه توانست دوام بیاورد. او اینکار را به وسیلهٔ تولید فیلم‌های خوش ساخت و مرسوم انجام داد.

## سینمای تجربی و آوانگارد
ژرمن دولاک یکی از سردمداران جنبش سینمای آوانگارد فرانسه بعد از جنگ جهانی اول بود، و فیلم‌های خیال انگیز مایا درن متعلق به سینمای تجربی کلاسیک بود.
شرلی کلارک هم یکی از فیلمسازان مستقل ساز آمریکا در دهه ۵۰ در نیویورک بود. کارهای او غیرعادی بود، و بسان فیلم‌های تجربی اش، فیلم‌های مستند او نیز قوی هستند. جویس ویلند نیز یک فیلم ساز کانادایی بود. بورد سینمای ملی کانادا به بسیاری از زنان اجازه داد تا فیلم‌های انیمیشن غیر تجاری تولید کنند. در اروپا زنان هنرمند از والی اکسپورت خوششان می آمد که در کارهایش توان هنری و سیاسی ویدئو را به کار میگرفت.

## تأثیر موج دوم فمینیسم
در اواخر دهه ۶۰، موج دوم فمینیسم به سمت چپ جدید رفت. هر دوی این جنبش‌ها به شدت با سینمای غالب به مخالفت برخواستند. سینمای غالب مثل سینمای هالیوود و سینمای هنری و مردانه اروپایی. هالیوود متهم به انتشار مضامین اروتیک، نژادی و امپریالیستی بود. زنان شروع به ساختن مجموعه مستندهای کوتاهی شدند. فیلم‌های فمینیستی اولیه اکثراً بر تجارب شخصی متکی بود. یکی از مشخص‌ترین آن‌ها فیلم واندا ساخته باربارا لودن است.

## ایران
- نرگس آبیار (زاده ۶ اسفند ۱۳۵۰) نویسنده، کارگردان و فیلمنامه‌نویس ایرانی پر افتخارترین زن کارگردان سینمای ایران است. او برای فیلم سینمایی «شیار۱۴۳»(۱۳۹۲) سیمرغ بلورین ویژه هیئت داوران در سی و دومین جشنواره بین‌المللی فیلم فجر دریافت کرد. جایزه بهترین فیلمساز زن از جشنواره جیپور هند ۲۰۱۶
  - «نفس» (۱۳۹۴) ، دریافت سیمرغ زرین بهترین فیلم بخش ملی سی و چهارمین جشنوارهٔ فیلم فجر و جایزه ویژه هیئت داوران برای بهترین فیلم با موضوع انقلاب اسلامی از چهاردهمین جشنواره فیلم مقاومت(شبی که ماه کامل شد) ۱۳۹۷ از دیگر افتخارات او محسوب می شود.
  - کمپانی تلویزیونی و رسانه‌ای «hum network limited» پاکستان، جایزه زنان برتر و موفق جهان اسلام را در تاریخ ۲۹ بهمن ۱۳۹۸ (برابر با ۱۸ فوریه ۲۰۲۰) به نرگس آبیار اهدا کرد.

رخشان بنی اعتماد نویسنده و کارگردان، یکی از پرکارترین و شناخته شده‌ترین فیلم سازان زن ایرانی است. فیلم‌های او حول و حوش مستندها و فیلم‌هایی با آسیب‌شناسی اجتماعی میگردد. سمیرا مخملباف اولین فیلم خودش به نام سیب را در ۱۷ سالگی ساخت و در سال ۲۰۰۰ جایزه هیئت داوران کن (به فرانسوی: Prix du Jury) را با فیلم تخته سیاه دست اورد.